# أندريس رييس
أندريس رييس (بالإسبانية: Andrés Reyes)‏ (25 سبتمبر 1987 بسانتياغو في تشيلي - ) هو لاعب كرة قدم تشيلي في مركز الدفاع. لعب مع ديبورتيفو نوبلينس ‏ وديبورتيس ماجالانز ورينجرز دي تالكا.

## وصلات خارجية
- أندريس رييس على موقع قاعدة بيانات كرة القدم.إي يو (الإنجليزية)
- أندريس رييس على موقع Soccerway.com (الإنجليزية)
- أندريس رييس على موقع AS.com (الإسبانية)